# Tangled Paths
Tangled Paths è un cortometraggio muto del 1915 diretto da Christy Cabanne (con il nome W. Christy Cabanne).

## Produzione
Il film fu prodotto dalla Majestic Motion Picture Company.

## Distribuzione
Distribuito dalla Mutual, il film - un cortometraggio in due bobine - uscì nelle sale cinematografiche statunitensi il 25 luglio 1915.